# Ranunculus nemorosus
Espèce
Ranunculus nemorosus, la Renoncule des bois, est une espèce de plante herbacée de la famille des Renonculacées.